# Euceroplatus fasciolus
Euceroplatus fasciolus är en tvåvingeart som först beskrevs av Daniel William Coquillett 1894.  Euceroplatus fasciolus ingår i släktet Euceroplatus och familjen platthornsmyggor. Inga underarter finns listade i Catalogue of Life.